# 애니 파리스
애니 퍼리스(Annie Parisse, 1975년 7월 31일 ~ )는 미국의 배우이다.

## 출연 작품
- 패터노 (2018)
- 월터 교수의 마지막 강의 (2016)
- 와일드 카나리아들 (2014)
- 산타모니카 인 러브 (2014)
- 프라이스 체크 (2012)
- 어메이징 스파이더맨 (2012)
- 루비콘 (2010)
- 퍼시픽 (2010)
- 마이 러브 송 (2010)
- 퍼스트 펄슨 싱귤러 (2009)
- 할리우드 폭로전 (2008)
- 블랙버드 (2007)
- 나의 특별한 사랑 이야기 (2007)
- 프라임 러브 (2005)
- 퍼펙트 웨딩 (2005)
- 내셔널 트레져 (2004)
- 10일 안에 남자 친구에게 차이는 법 (2003)
- 도시의 선율 (1999)
- 프렌즈 (1994)
- 법과 질서 (1990)